# Deadpan

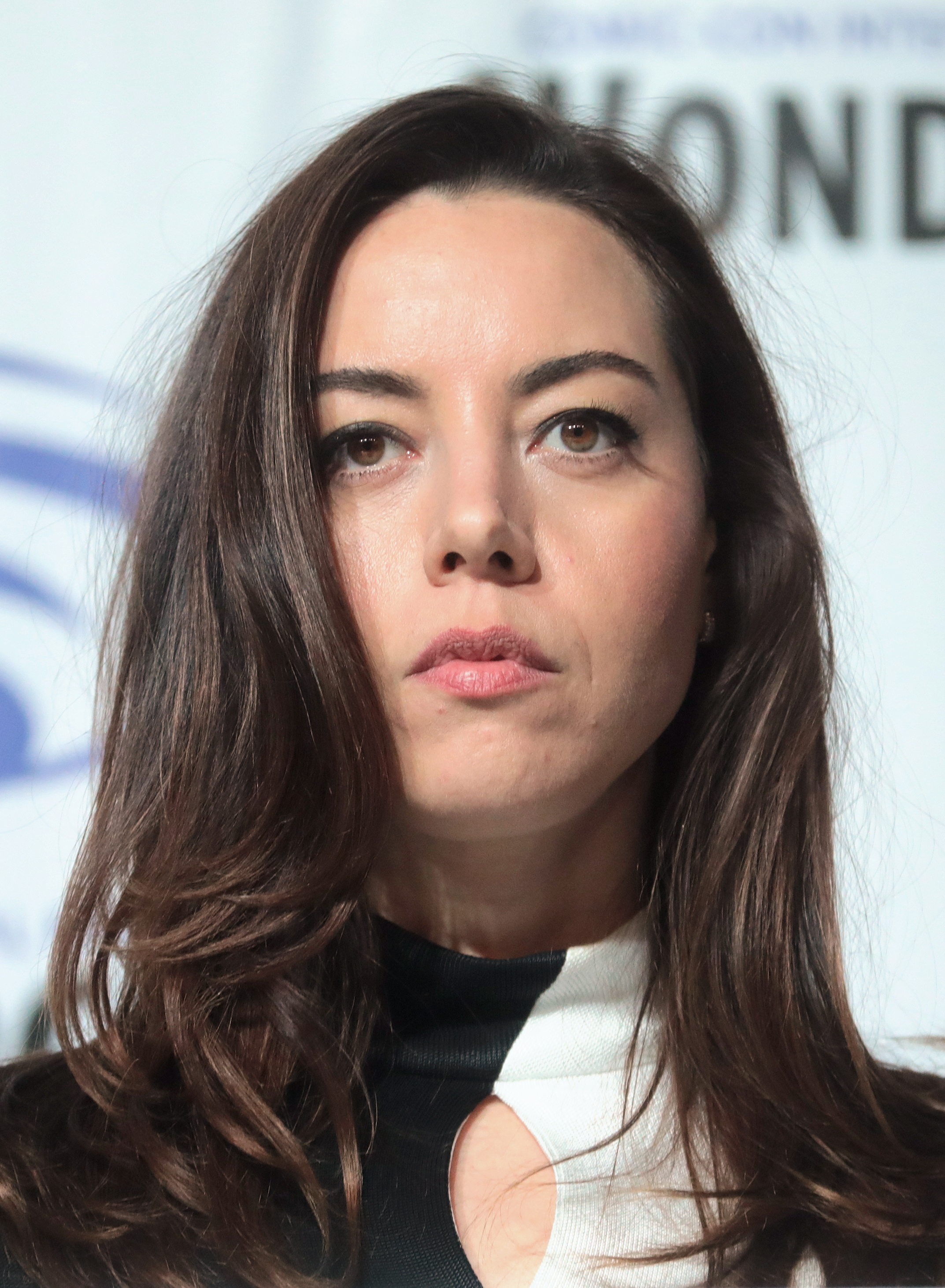
La comica Aubrey Plaza ricorre spesso all'umorismo deadpan.

Deadpan è un'espressione della lingua inglese che indica un tipo di umorismo in cui un dato soggetto rimane impassibile di fronte a situazioni ove sono previste reazioni molto diverse. Il deadpan ha delle correlazioni con l'umorismo all'inglese, di cui è considerato un sinonimo.

## Etimologia e storia
Deadpan è una composizione delle parole inglesi dead (lett. "morto") e pan, espressione gergale che indica il viso.
Uno dei primissimi utilizzi scritti di deadpan compare in un articolo del 1915 del St. Louis Star-Times, in cui il giocatore di baseball Gene Woodburn afferma che il suo manager Roger Bresnahan facesse uso di «quello che gli attori chiamano deadpan. Non sorrideva mai e mai avresti sospettato che, in certe circostanze, stesse facendo dell'umorismo.» Ciò è però contraddetto da quanto riporta l'Oxford English Dictionary, stando al quale deadpan sarebbe stato usato per la prima volta nel 1928 su The New York Times.
Benché fosse originariamente usata per indicare un certo stile attoriale, negli anni venti del secolo iniziò a essere impiegata nel pugilato. Nei decenni seguenti estese i suoi margini di applicabilità in altri contesti.
Nella sua forma verbale, deadpan comparve presumibilmente per la prima volta nel 1942.